# Chlosyne adelina
Chlosyne adelina är en fjärilsart som beskrevs av Otto Staudinger 1875. Chlosyne adelina ingår i släktet Chlosyne och familjen praktfjärilar. Inga underarter finns listade i Catalogue of Life.